# 羅傑斯弗拉特 (加利福尼亞州)
羅傑斯弗拉特（英語：Rodgers Flat）是位於美國加利福尼亞州普盧默斯縣的一個非建制地區。該地的面積和人口皆未知。

## 地理
羅傑斯弗拉特的座標為39°57′35″N 121°16′44″W / 39.95972°N 121.27889°W，而該地的平均海拔高度為639米（即2096英尺）。